# Чембра
Чембра (итал. Cembra) — коммуна в Италии, располагается в провинции Тренто области Трентино-Альто-Адидже.
Население составляет 1848 человек, плотность населения составляет 109 чел./км². Занимает площадь 16 км². Почтовый индекс — 38034. Телефонный код — 0461.
Покровителем населённого пункта считается святой Рох. Праздник ежегодно празднуется 16 августа.

## Население
Динамика населения: